# Chromacilla micans
Chromacilla micans är en skalbaggsart som först beskrevs av Fabricius 1801.  Chromacilla micans ingår i släktet Chromacilla och familjen långhorningar.
Artens utbredningsområde är:
- Angola.
- Gabon.

Inga underarter finns listade i Catalogue of Life.